# Rue du Mont-Cenis
Pour les articles homonymes, voir Mont-Cenis.
La rue du Mont-Cenis est une voie du 18e arrondissement de Paris (France).

## Situation

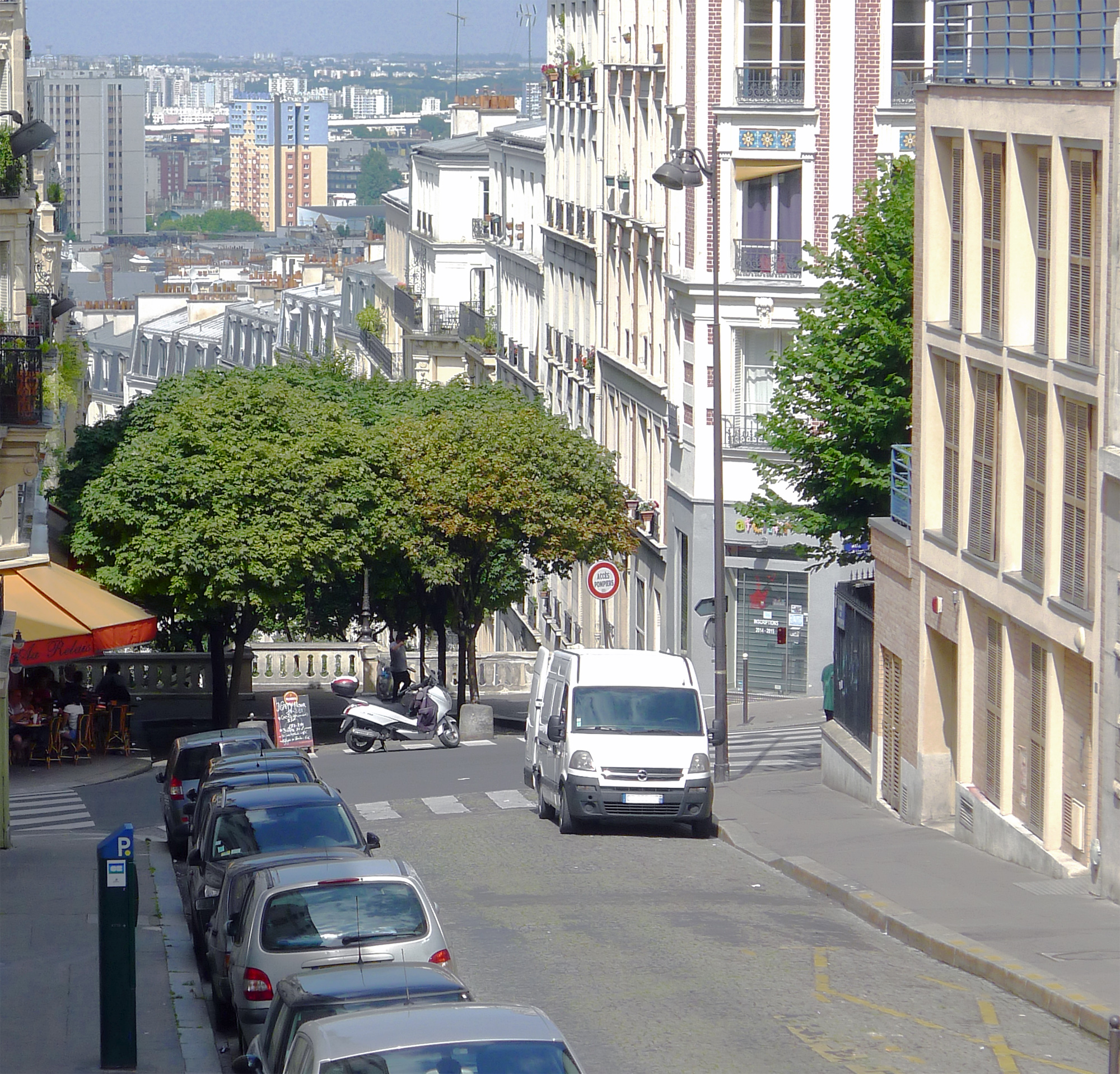
La rue du Mont-Cenis au croisement de la rue Lamarck.

Voie en forte déclivité, longue de 1 304 mètres et large de 12, la rue du Mont-Cenis débute au croisement de la rue Saint-Éleuthère et de la rue Azaïs dans le quartier de Montmartre, longe l'église Saint-Pierre de Montmartre à proximité de la place du Tertre, traverse la rue Saint-Vincent, la rue Lamarck, la place Jules-Joffrin, la rue Marcadet, la rue Ordener, la rue Championnet et le boulevard Ornano pour se terminer rue Belliard.
Elle comprend de nombreux escaliers : 52 marches entre les rues Custine et Lamarck, 54 entre les rues Paul-Féval et Saint-Vincent, 81 entre cette dernière et la rue Cortot.

## Accès
Elle est desservie par les lignes de mėtro 12 à la station Jules Joffrin et 4 à la station Porte de Clignancourt.

## Origine du nom

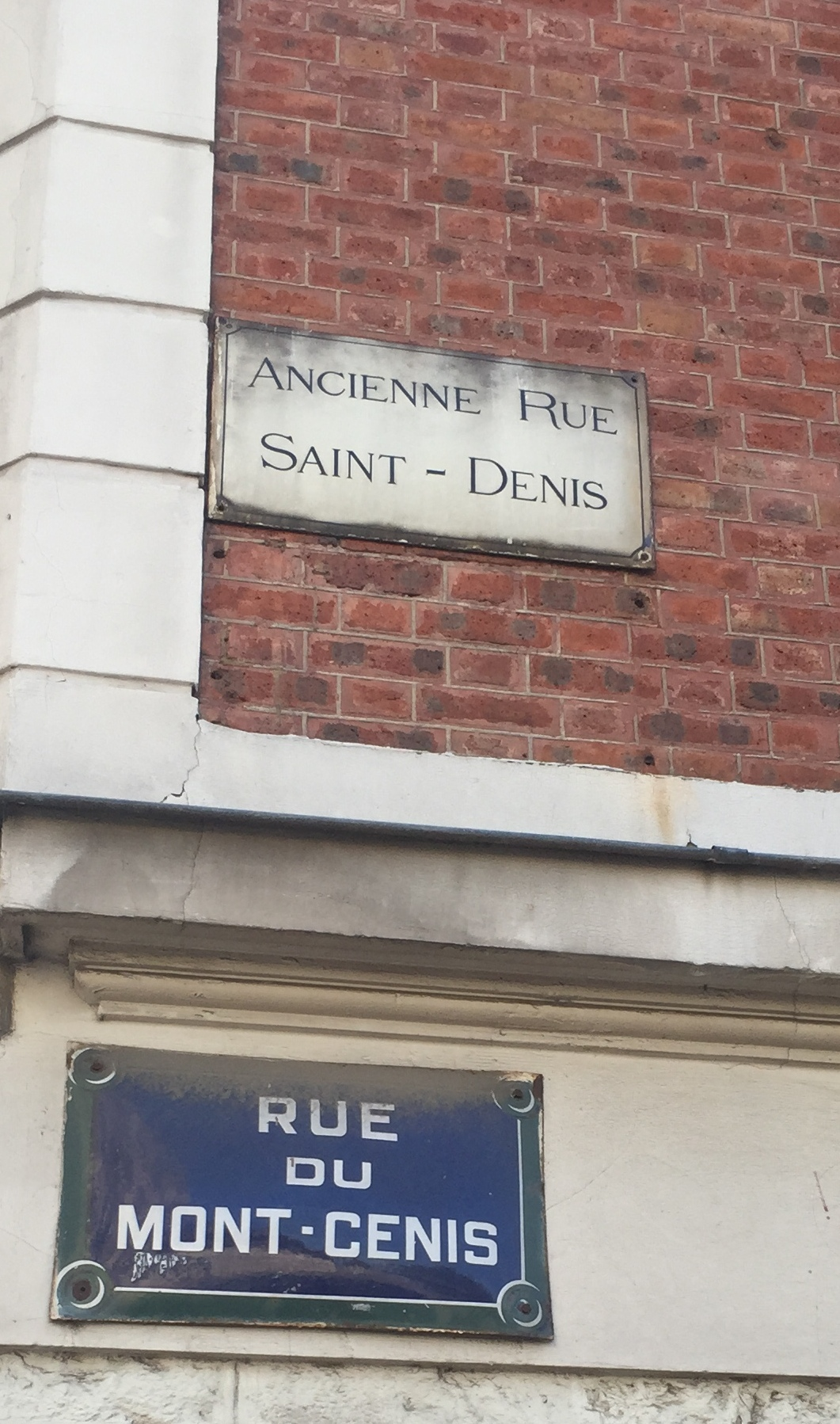

Autrefois dénommée « petite rue Saint-Denis » sur sa partie sud et « chaussée Saint-Denis » sur sa partie nord car ancien chemin du pèlerinage de Saint-Denis, la voie, très abrupte, a pris le nom du Mont-Cenis, massif des Alpes du Nord.

## Historique

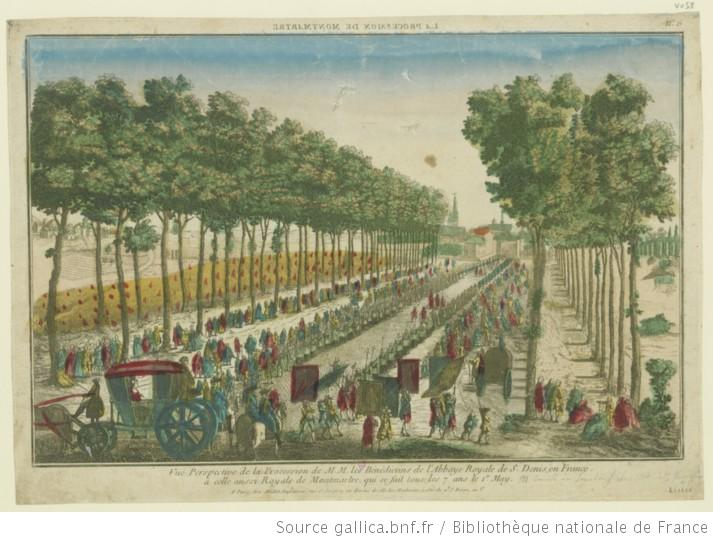
Estampe, vers 1750 : Vue perspective de la procession de M.M. les Bénédictins de l'Abbaye Royale de S. Denis en France à celle aussi Royale de Montmartre, qui se fait tous les 7 ans le 1er May.

Cette rue est une voie ancienne du village, puis de la commune, de Montmartre.
Elle apparaît déjà sur le plan d'Albert Jouvin de Rochefort, dessiné en 1672. L'emplacement de l'ancienne ferme de la seigneurie de Clignancourt serait actuellement situé dans l'îlot compris entre les rues du Mont-Cenis, Marcadet et Hermel, tandis que le manoir de cette seigneurie se trouvait en face.
Ancien chemin du pèlerinage de Saint-Denisjusqu'en 1784, la rue se situe, plus au nord, dans le prolongement exact de la rue Adrien-Lesesne à Saint-Ouen, qui rejoint le chemin des Poissonniers au niveau du cimetière parisien de Saint-Ouen. Cette continuité fut interrompue avec l'aménagement du boulevard périphérique.
Tous les sept ans, à l'emplacement de l’actuelle station de métro Jules Joffrin, des représentants de l’abbesse de Montmartre venaient à la rencontre des moines de l'abbaye de Saint-Denis, pour les accompagner jusqu’au sommet de la butte. Ce chemin fut appelé « chemin de la Procession », puis « petite rue Saint-Denis » entre les rues Norvins et Marcadet, et « chaussée Saint-Denis » au-delà.
Après le rattachement de Montmartre à Paris en 1859, la rue Saint-Denis est classée officiellement dans la voirie parisienne le 23 mai 1863 et prend son nom actuel par décret du 20 juillet 1868.

La rue du Mont-Cenis vue par les peintres
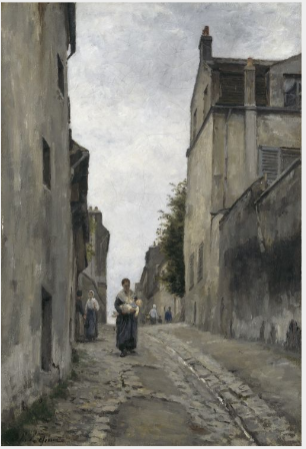
Stanislas Lépine, Rue Mont-Cenis, Montmartre, 1872, Dublin National Gallery of Ireland.
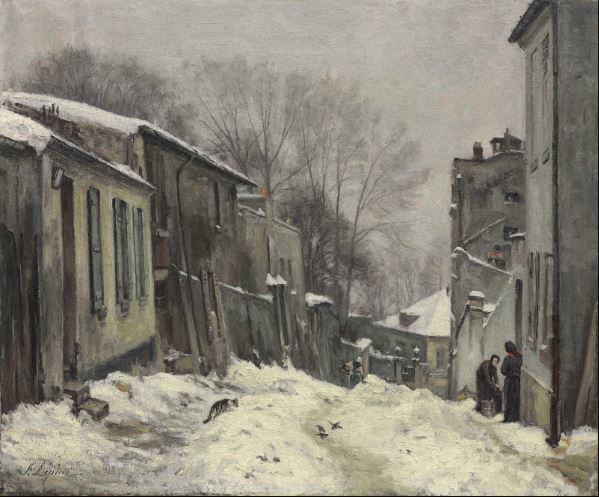
Stanislas Lépine, Montmartre, la rue du Mont-Cenis, effet de neige, c. 1876-1879, collection privée.
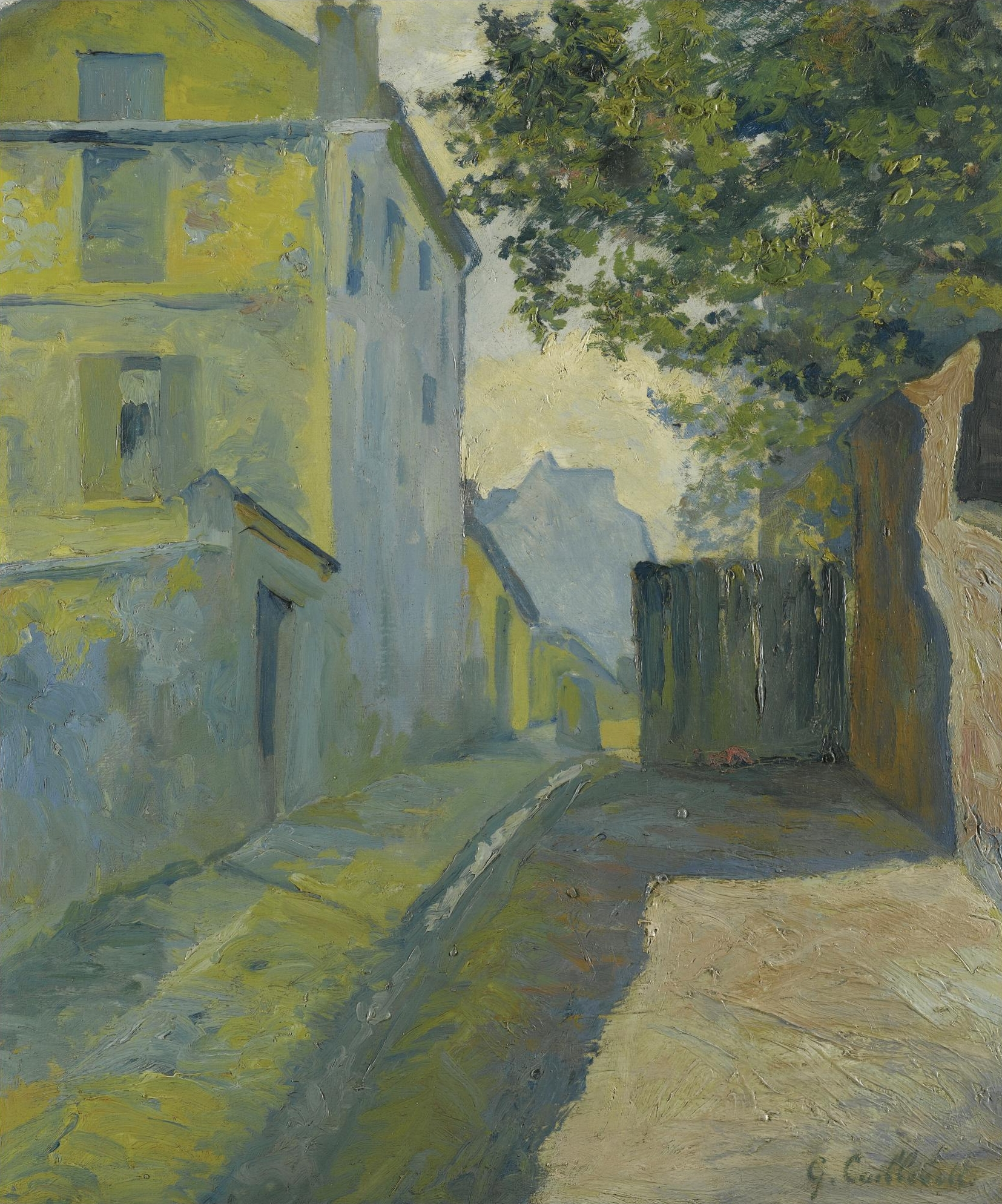
Gustave Caillebotte, Rue Mont-Cenis, Montmartre, 1880, collection particulière.
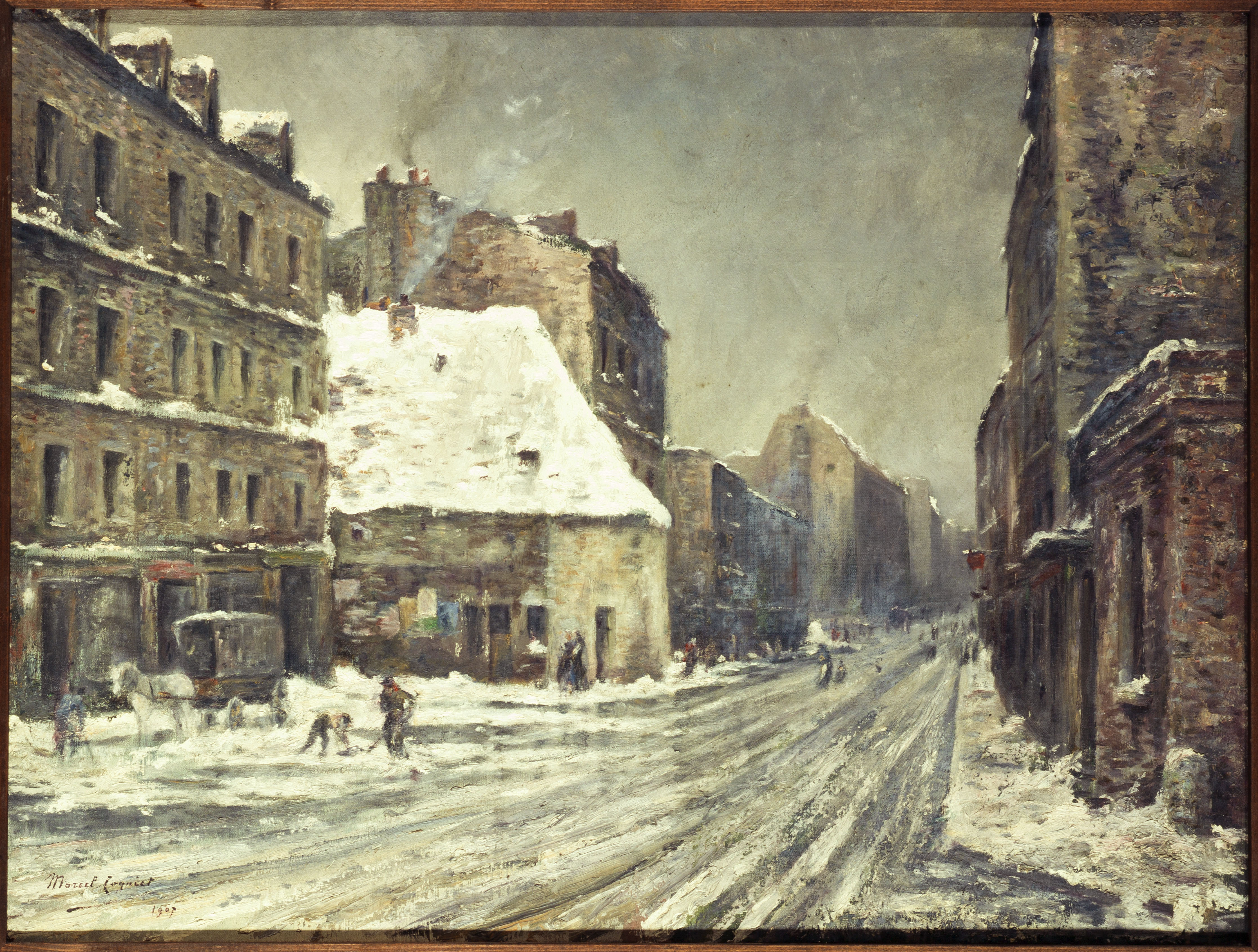
Marcel Cogniet, La Rue du Mont-Cenis, effet de neige, 1907, musée Carnavalet, Paris.

### Bombardement du 21 avril 1944
Dans la nuit du 20 au 21 avril 1944, pendant la Seconde Guerre mondiale, sous l'Occupation, le dépôt ferroviaire voisin de La Chapelle est bombardé par l'aviation alliée, qui prend aussi pour cible un appareil de la DCA allemande installé sur la butte Montmartre. Le quartier alentour est touché. Un témoin raconte : « Nous passons en haut de l'escalier de la rue du Mont-Cenis à l'angle Cortot. De là, on voit flamber vers Saint-Denis et en revenant rue des Saules, c'est la plaine Saint-Denis qui brûle ».

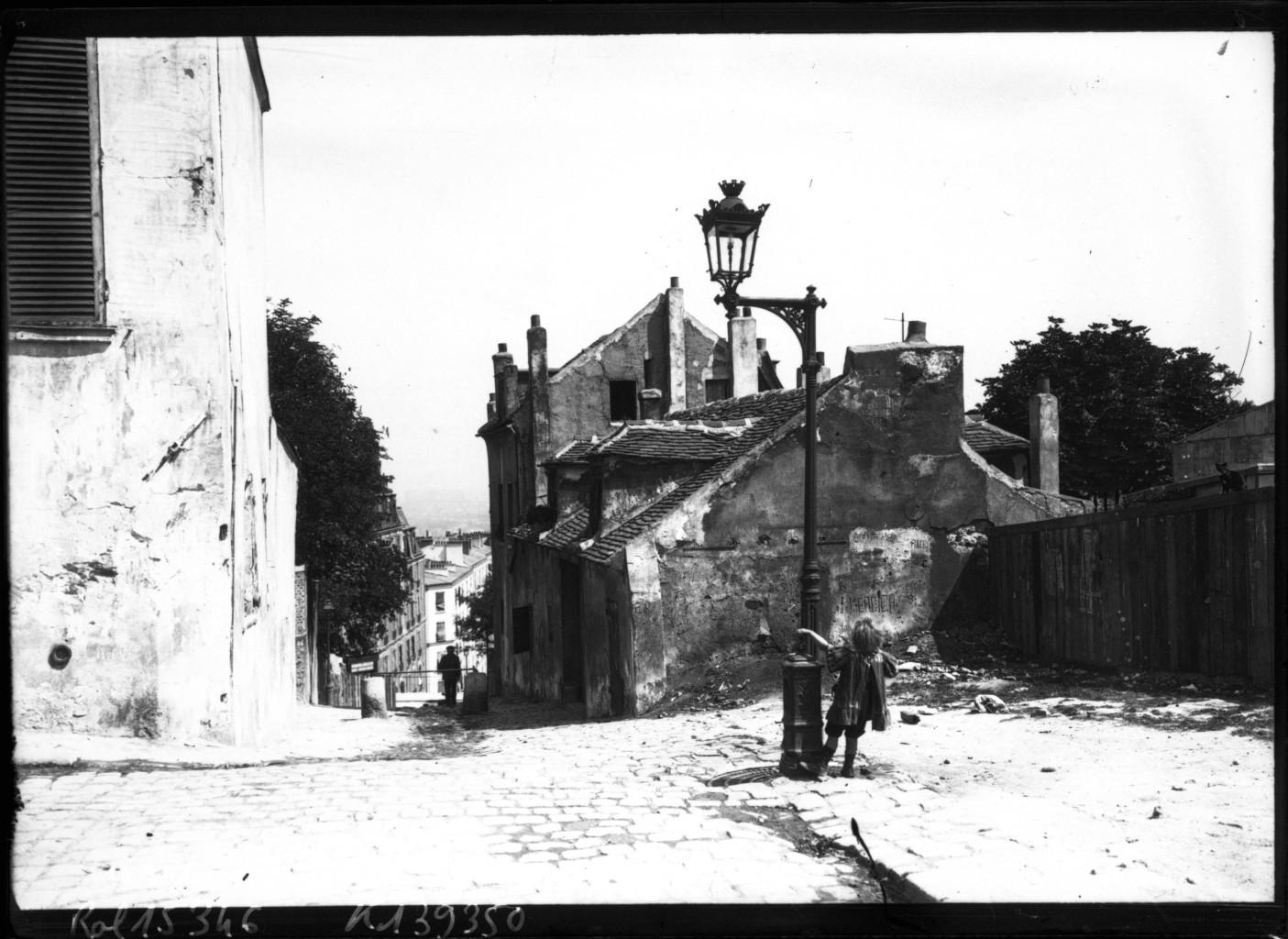
La rue du Mont-Cenis en 1911.
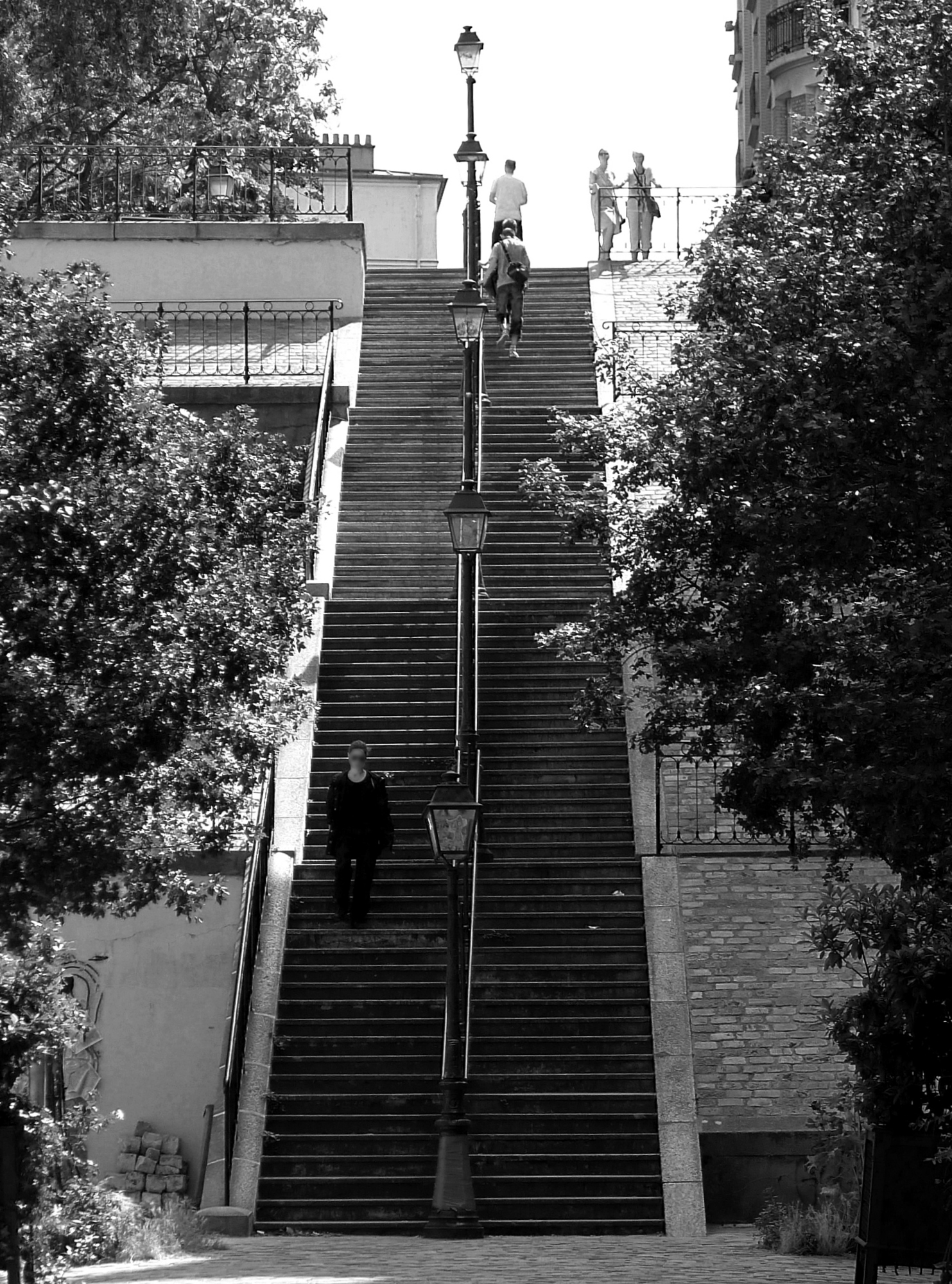
Escalier montant de la rue du Mont-Cenis vers la rue Cortot.
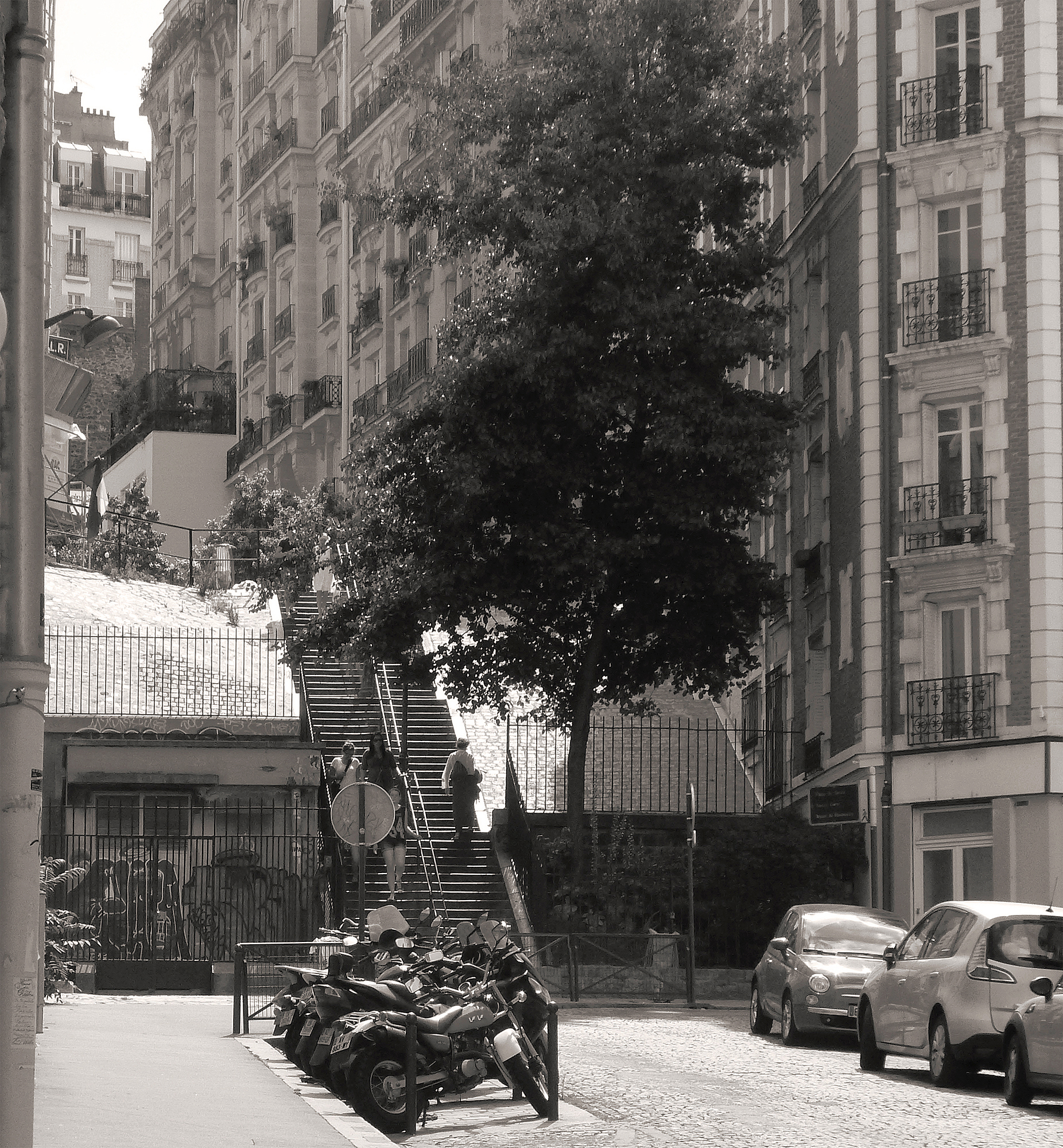
Escalier montant de la rue du Mont-Cenis vers la rue Saint-Vincent.

## Bâtiments remarquables et lieux de mémoire
- Au no 2, l'église Saint-Pierre de Montmartre, ancienne église abbatiale construite entre 1133 et 1147 sur un ancien lieu de dévotion du VIe siècle.
- Au no 9 vécut le peintre Roland Irolla.
- Au no 14, le château d'eau de Montmartre au centre d'un petit square, le square Claude-Charpentier.
- Au no 13, l'ancien emplacement du cabaret de Patachou.
- Au no 18, l'emplacement supposé du domicile de Mimi Pinson.
- Au no 19 vécurent à partir de 1934 le couple d'artistes peintres Bernard Lorjou et Yvonne Mottet, ainsi que le peintre Jean d'Esparbès qui y mourut en 1944.
- Au no 22 se situe une maison où demeura Hector Berlioz[9]. Plaque.
- Au no 26, école élémentaire publique du Mont-Cenis.
- Aux nos 28, rue du Mont-Cenis et 22, rue Lamarck, dispensaire édifié en 1896 par l'architecte William Hémet pour le comte Chambon de Brailles.
- Aux nos 65, rue du Mont-Cenis et 108, rue Marcadet, ancien immeuble Louis-Philippe remarquablement conservé, bâti avant le rattachement du village de Clignancourt à la ville de Paris.
- Au no 67, emplacement de l’ancienne chapelle de la Trinité, bâtie en 1579 par Jacques Liger ou Legier, trésorier de Charles Ier de Bourbon[10]. Elle servait, pendant les processions septennales[11], à assister à la messe les jours d'intempéries[12]. Elle fut fermée en 1783, abrita ensuite un poste de pompiers en 1860, puis un débit de vins, puis se transforma en cabaret à l'enseigne de La Belle Gabrielle, et fut finalement détruite vers 1920. On disait que c'était l'ancienne bergerie de Gabrielle d'Estrées[13].
- Aux nos 75, rue du Mont-Cenis et 2-6, rue Duc, immeuble HBM de la ville de Paris, construit entre 1922 et 1925, par l'architecte Léon Besnard.
- À hauteur de la place Jules-Joffrin, la rue longe la mairie du 18e arrondissement et l'église Notre-Dame de Clignancourt.
- Au no 143, Eugène Dabit vécut quelques années de son enfance.

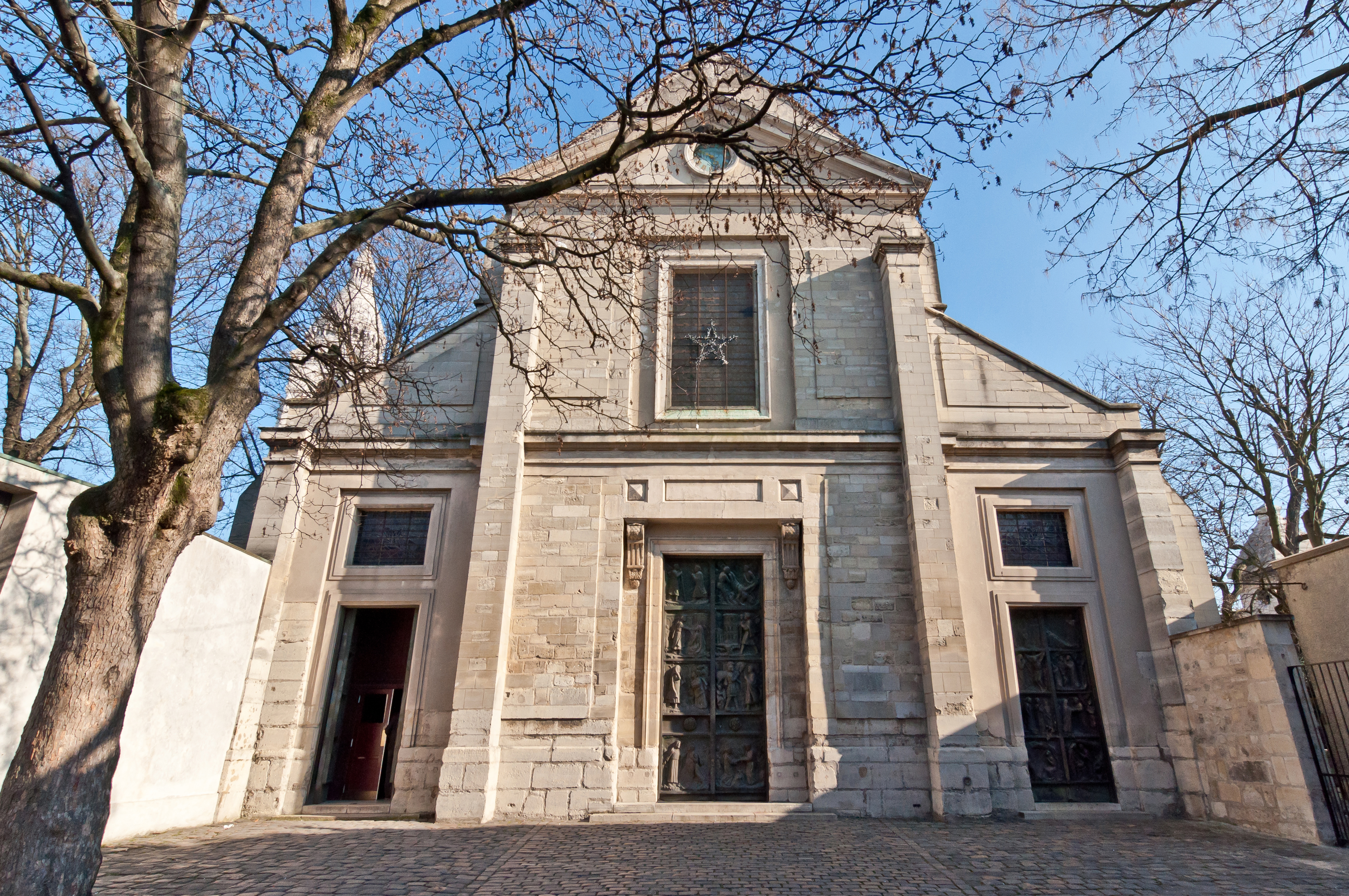
Façade de l'église Saint-Pierre de Montmartre, au no 2.
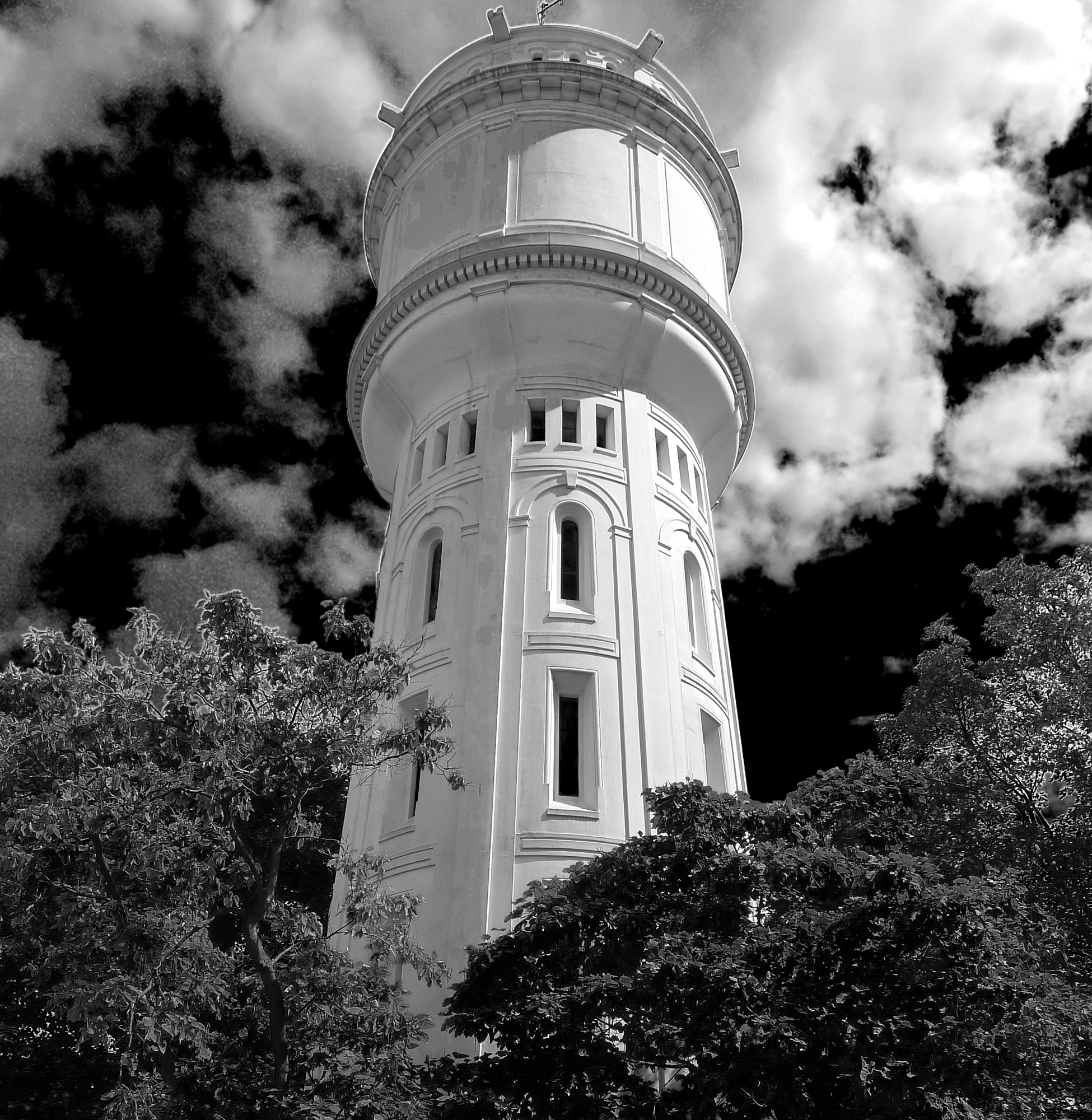
Le château d'eau, au no 14.
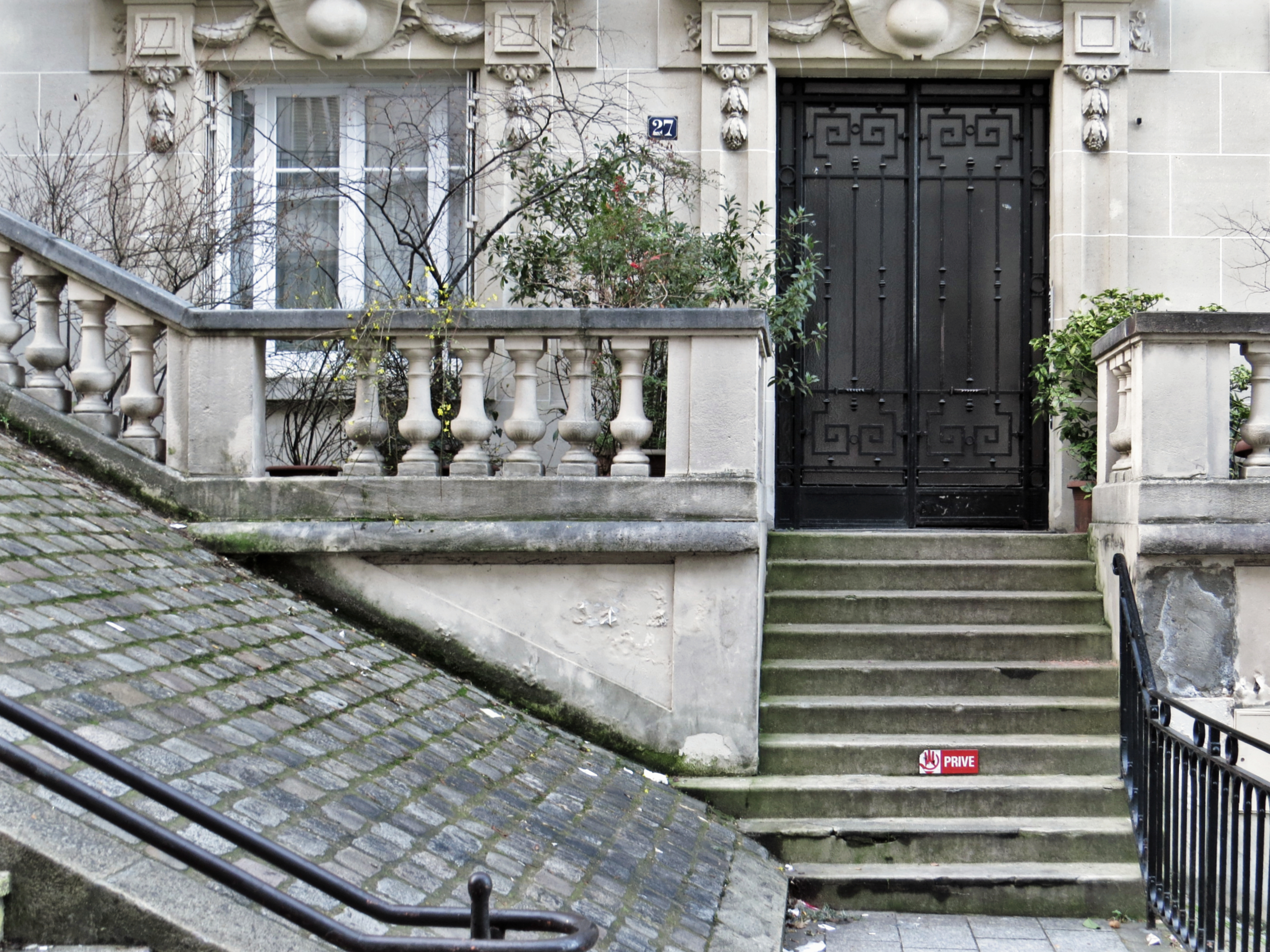
No 27.
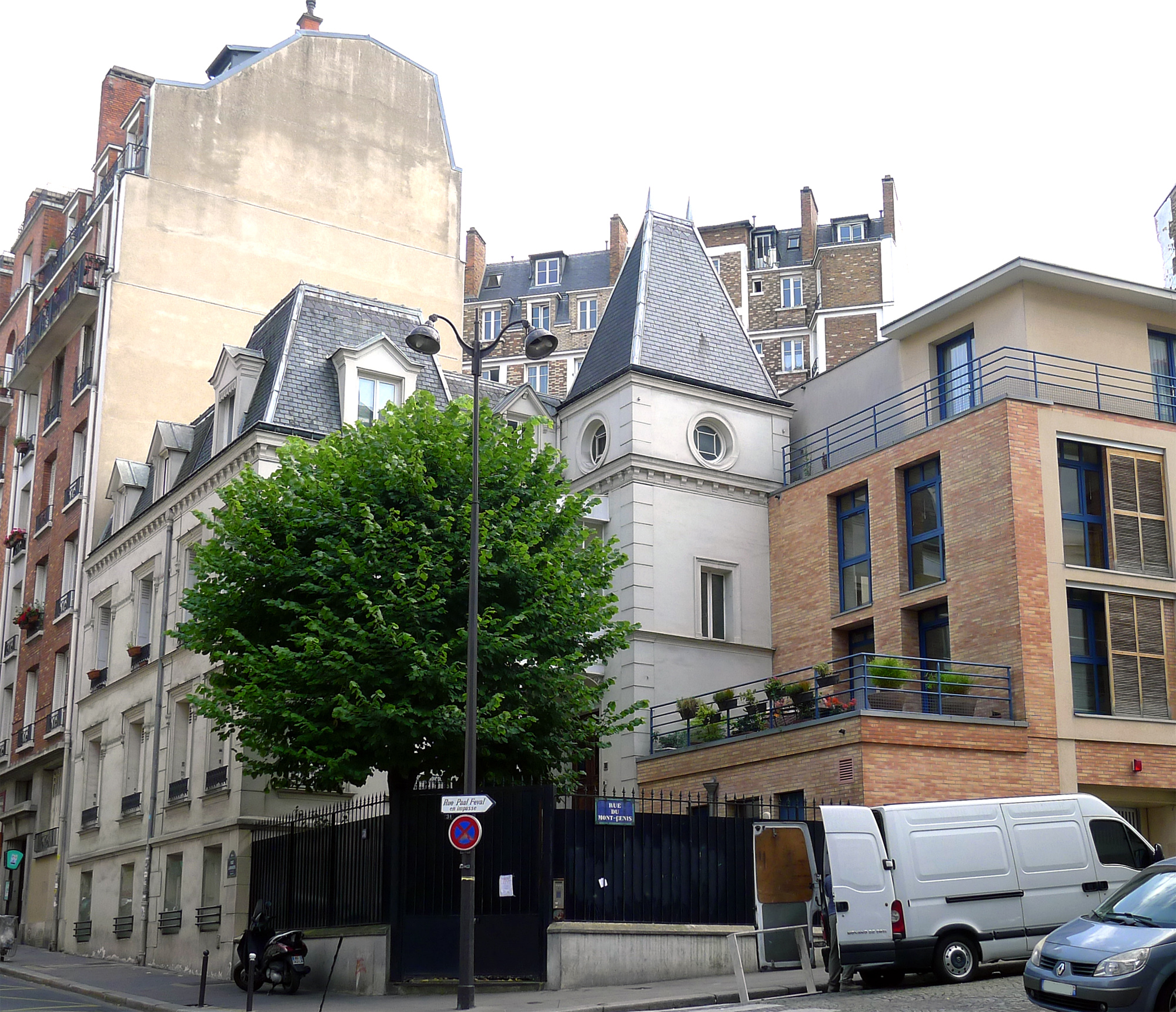
Angle de la rue Lamarck et du no 28 rue du Mont-Cenis.
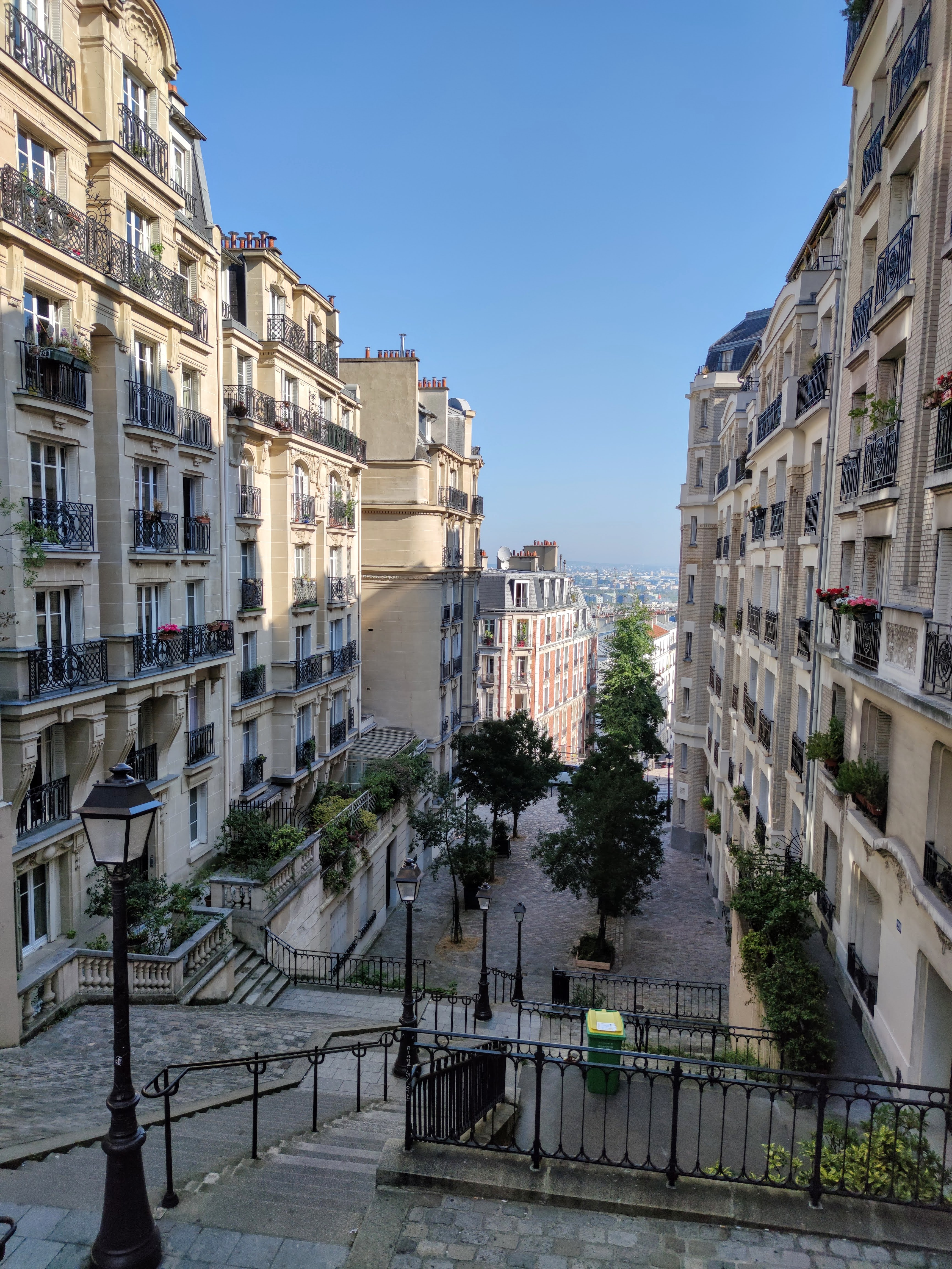
La rue du Mont-Cenis vue de la rue Cortot.